# Monorcheides alexanderi
Monorcheides alexanderi är en plattmaskart. Monorcheides alexanderi ingår i släktet Monorcheides och familjen Monorchiidae. Inga underarter finns listade i Catalogue of Life.